# بئر هويدي
بِئْر هوِيدِي قرية تقع بمعتمدية الشراردة بولاية القيروان من الوسط التونسي.